# Trần Quốc Hải
Trần Quốc Hải hay còn gọi là "Hai Lúa Tây Ninh" hoặc "Vua chế tạo máy móc" sinh 1960, là một kỹ sư cơ khí người Việt Nam. Ông đã chế tạo nhiều loại máy móc đem lại hiệu quả cao trong sản xuất nông nghiệp và cả những máy móc công nghệ cao như máy bay trực thăng và xe bọc thép. Ông đã được Vương quốc Campuchia trao huân chương Đại tướng quân. Ông cũng là người Việt Nam tự chế tạo máy bay trực thăng và xe bọc thép mặc dù không được đào tạo chuyên môn về các lĩnh vực công nghệ cao cũng như không có sự hỗ trợ của đội ngũ chuyên nghiệp lành nghề.

## Cuộc đời
Trần Quốc Hải sinh năm 1960, ngụ tại ấp 2 xã suối Dây, Tân Châu, Tây Ninh. 
Năm 1978, ông Hải đã tốt nghiệp trường Đại học Thể dục thể thao Thành phố Hồ Chí Minh. Sau đó, ông về quê làm ở Phòng thể dục thể thao huyện Bến Cầu, tỉnh Tây Ninh một thời gian. Do cảm thấy không phù hợp nên ông nghỉ việc, ở nhà làm thợ sửa máy nổ. Ông có một xưởng hàn và tiện nhỏ tại nhà.

## Chế tạo và cải tiến
Tuy làm việc như một nhà kỹ thuật song ông không có bằng cấp chuyên môn mà chỉ có kinh nghiệm và óc sáng tạo kỳ tài, số sáng chế của ông Hải nhiều đến mức khó thống kê hết.

### Chế tạo máy bay trực thăng mini
Năm 2003, ông Hải cùng một người bạn là Lê Văn Danh, một công an chuyển ngành về làm ruộng, cùng chế tạo chiếc máy bay đầu tiên. Chiếc máy bay được hoàn thành khoảng 5 tháng sau. Khi được đem ra xã Suối Ngô để bay thử nghiệm đã bị xã đội xã Suối Ngô đình chỉ. Chiếc trực thăng sau đó bị hư hỏng nhiều do người dân hiếu kỳ kéo đến xem xô đẩy, được giữ làm kỷ niệm. Việc chế tạo ra chiếc trực thăng, ông Hải được cử đi dự Hội nghị tôn vinh những anh hùng lao động thời kỳ đổi mới.
Năm 2005, ông Hải chế tạo chiếc máy bay thứ hai, hiện đại hơn nhiều so với chiếc đầu với giá thành rẻ hơn giá sản xuất một chiếc xe ôtô trong nước, tiêu tốn nhiên liệu cũng ít hơn. Thời gian làm chiếc trực thăng thứ 2 chưa đầy 4 tháng. Sau khi hoàn thành bay thử nghiệm, máy bay nâng cao được khoảng 2m. Nhưng đoàn cán bộ ở Cục Phòng không - Không quân và Vietnam Airlines đến xem và cấm không cho bay, và máy bay bị tạm giữ. Năm 2007, theo kết luận của Bộ Quốc phòng Việt Nam, máy bay này được lắp ráp sai nguyên lý điều khiển của máy bay trực thăng và không đạt tiêu chuẩn an toàn, cho nên Bộ khuyến cáo dừng ngay việc thử nghiệm máy bay.
Chiếc máy bay cùng với video The farmers and the helicopters của nghệ sĩ người Mỹ gốc Việt Dinh Q. Lê đã được trưng bày tại cuộc triển lãm Singapore Biennale năm 2008 và tại Bảo tàng Nghệ thuật Hiện đại tại New York từ tháng 6 năm 2010 đến tháng 1 năm 2011, tạo sự chú ý quốc tế trong giới nghệ thuật hiện đại.
Triển lãm có rất nhiều nước tham gia, tại đó ông đã đồng ý bán chiếc trực thăng này cho Viện Bảo tàng nghệ thuật đương đại MoMa của Hoa Kỳ.

### Chế tạo xe bọc thép trong quân đội
Khi qua Campuchia để hỗ trợ kỹ thuật cho máy trồng khoai mì tại lữ đoàn 70 thuộc Quân đội Hoàng gia Campuchia, ông Hải thấy một vài xe bọc thép ở đó không khởi động được. Ông đề nghị được thử sửa chữa loại xe này.
Ông đã tự bỏ tiền túi để mua vật tư sửa xe bọc thép BRDM 2 do Liên Xô cũ chế tạo. Sau khi được nâng cấp, xe vận hành tiết kiệm được nhiều nhiên liệu hơn, nhanh hơn, hỏa lực mạnh hơn so với trước.
Ông Hải sau thành công thử nghiệm, được lữ đoàn 70 tin tưởng giao sửa chữa thêm 10 chiếc xe bọc thép khác. Ông cũng thực hiện nghiên cứu chế tạo thêm một xe bọc thép mới. Toàn bộ nguyên vật liệu do ông Hải tự tìm kiếm và mua. Sau 3 tháng nghiên cứu và 1 tháng chế tạo, ông đã hoàn thành chiếc xe bọc thép với tính năng mới hoàn toàn.
Chính Quốc vương Campuchia đã cấp giấy chứng nhận cho ông Hải cùng một người con của ông là "nhà kỹ thuật sửa chữa xe bọc thép BRDM 2 và BTR60PB". Đồng thời ghi nhận những đóng góp của 2 người cho nền kỹ thuật của Campuchia.

### Chế tạo trong sản xuất nông nghiệp
Việc chế tạo máy bay của ông nhằm thực hiện mơ ước bay để phun thuốc, rải phân bón từ trên cao cho cây trồng. Tuy nhiên, do không được phép thực hiện, ông Hải tiếp tục chế tạo những chiếc máy phun thuốc cao su từ trên xuống dưới, máy trồng mì, hệ thống dàn cày cải tiến... Chỉ cần có nông dân nào nói lên ý tưởng, họ đặt hàng là ông có thể chế tạo cải tiến theo yêu cầu của họ".

## Phó tổng giám đốc
Khoảng năm 2012, ông Trần Quốc Hải đã được Công ty cổ phần A74, thuộc Tổng công ty Máy móc và thiết bị công nghiệp Việt Nam trực thuộc Bộ Công thương mời về làm tổng công trình sư, phó tổng giám đốc kỹ thuật công ty. Tại đây, ông Hải đã cải tổ quy trình sản xuất, hướng dẫn, chỉ đạo cho đội ngũ kỹ sư và các công nhân lành nghề cải tiến những chảo cày, dàn cày 7, dàn cày 5.....

## Gia đình
Con trai ông Hải là Trần Quốc Thanh cũng cùng ông được nhận huân chương Đại tướng quân do Campuchia trao tặng. Cha con ông Hải cùng vợ và con gái được biệt đãi như chế độ của đại tướng quân thật sự. Chính phủ Campuchia đã cấp cho gia đình ông một biệt thự ở Phnôm Pênh, cách nơi ông làm việc 3 km, một xe hơi trong những ngày lưu lại. ông sẽ được sở hữu thêm một vườn xoài rộng 18 ha nếu chấp nhận sang Campuchia làm khoa học. Ông còn người mẹ hơn 90 tuổi đang sống ở Tây Ninh.

## Câu nói
- "Mình may mắn được người ta tạo điều kiện thôi. Tài giỏi mấy mà người ta không lắng nghe, không tin tưởng thì cũng không thể thành công được".[9]
- "Nước bạn kêu tôi sang làm khoa học. Họ cấp nhà đất, xe cộ bảo đảm kinh tế, mình chỉ cần chuyên tâm sáng tạo... Họ làm tất cả vì muốn gia đình tôi sang hẳn. Nhưng tôi chưa nghĩ đến việc sang đó. Nói thật tôi đi nhiều nước rồi. Mong muốn lớn nhất là phục vụ dân mình, nước mình"[10]
- "Bất cứ loại máy gì người ta kêu sửa tôi cũng mày mò để sửa và sửa cho bằng được. Tôi học và được chỉ dạy nhiều nhất từ người cậu thứ bảy, ông ấy vừa mới mất..."[3]

## Đánh giá
- " Ông Hải là người rất tâm huyết và là người rất giỏi. Chính những người như ông Hải qua quá trình nghiên cứu thực địa đã dần hoàn chỉnh những cải tiến cho máy móc để nông dân cơ giới hóa, giải phóng sức lao động và tăng năng suất cây trồng"-Tiến sĩ Hoàng Kim, Đại học Nông lâm TP.HCM.[3].
- "Chính vì việc ông Hải là nông dân nên ông đã có thực tế và cọ xát nhiều với mùa vụ, cây trồng, công sức của nông dân bỏ ra. Từ những thực tế đã thâm nhập, hiểu sức lao động cũng như những khó khăn và những ước muốn của nông dân, ông Hải sẽ chế tạo cũng như cải tiến công cụ thích hợp nhất cho nông dân để họ thuận lợi trong việc cơ giới hóa, tăng năng suất cây trồng."- Ông Đặng Văn Châu, chủ tịch hội đồng quản trị Công ty A74[3].

## Khen thưởng
- Quốc Vương Campuchia trao tặng Huân chương Đại tướng quân.[11]